# 2020 у музиці
Ця стаття присвячена музичним подіям 2020 року.

## Річниці
10 — Время и Стекло

## Пам'ятні дати
535 років Роксолану Фельштинчику (Себастіан з Фельштина),
490 років Мартину Леополіту (Мартин зі Львова),
470 років Войцеху Длугораю (бандурист Войташка),
390 років Миколі Дилецькому , Симеону Пекалицькому,
315 років Семену Климовському ,
280 років Василю Трутовському ,
275 років Максиму Березовському ,
250 років Адріану Данилевському , Івану Лозинському , 
230 років Олександру Лизогубу,
205 років Михайлу Вербицькому,Андрію Галенковському,
190 років Станіславу Таборовському,
175 років Андрію Казбірюку (можливо),
170 років Станіславу Блуменфельду,Петру Щуровському,
165 років Олександру Виноградському, Якиму Бігдаю, 
160 років Порфирію Демуцькому,
155 років Денису Січинському, Сергію Юферову,
145 років Олександру Кошицю, Рейнгольду Глієру,Данилу Роздольському,
140 років Василю Верховинцю, Василю Безкоровайному, Павлу Толстякову,Ярославу Ярославенку,
135 років Хомі Гартману,
130 років Семену Богатирьову,
125 років Борису Лятошинському, Юхиму Голишеву,Григорію Верьовці, Омеляну Нижанківському, Зіновію Лиську, Івану Недєльському, Віталію Костенку, Костянтину Богуславському, Роману Придаткевичу,
120 років Олександру Мосолову, Петру Лебедудинському,
115 років Костянтину Данькевичу, Валеріану Довженку, Володимиру Фемеліді, Юхиму Русинову, 
110 років Оскару Сандлеру, Леоніду Гурову,
105 років Богдану Весоловському,
100 років Степану Сабадашу,
95 років Ігору Шамо, Володимиру Верменичу, Михайлу Кречко, Мар’яну Кузану,
90 років Левку та Жанні Колодубам, Марку Кармінському, Ярославу Полянському, Владлену Лукашову,
85 років Леоніду Грабовському, Борису Буєвському,Віктору Герасимчуку, Олександру Рудянському,Миколі Новицькому,
80 років Валентину Бібіку, Михайлу Мануляку, 
75 років Івану Карабицю,Євгену Досенку,Євгену Кухарцю,
70 років Анатолію Білошицькому, Олександру Зуєву, Віктору Морозову,
65 років Ігору Щербакову, Кармеллі Цепколенко, Мирославу Волинському,Ігору Білозіру,Енверу Ізмайлову,Олексію Скрипнику,Юрію Саєнку, 
60 років  Володимиру Рунчаку, Олександру Щетинському,Павлу Колпакову,Віктору Мішалову,
55 років Сергію Пілютикову та Івану Тараненку,
50 років Сергію Ярунському, Бориславу Строньку, Вадиму Ракочі,
45 років Золтану Алмаші, Богдану Кривопусту.

## Події
- перше скасування Євробачення через пандемію COVID-19

## Музичні альбоми
- Ordinary Man (Оззі Осборн)
- Power Up (AC/DC)

## Засновані колективи
- Aespa
- BAE173
- DAKAYAK
- ENHYPEN
- P1Harmony
- Purple Kiss

## Колективи, які поновилися
- Genesis
- Linkin Park
- Rage Against the Machine

## Колективи, які розпалися
- 11 березня 2020 року розпався дует «Время и Стекло»

## Концерти в Україні
Українські виконавці
- 18 лютого 2020 року — Олег Винник — тур, почався в Україні, а завершиться наступної осені в країнах Європи.
- 4 липня 2020 року — ТНМК — Київ, Готельний комплекс «Братислава».

## Померли
- Віра Лінн (англ. Vera Lynn; 1917—2020) — англійська співачка, дама Ордену Британської Імперії.